# Barbara Jaruzelska
Halina Barbara Jaruzelska, rozená Ryfa (1931 Lublin – 29. května 2017) byla polská germanistka a vysokoškolská pedagožka. Jako manželka polského prezidenta Wojciecha Jaruzelského zastávala také v letech 1989–1990 pozici polské první dámy. Od roku 1969 byla zaměstnána v Ústavu lingvistiky Varšavské univerzity.